# Spreewaldheide
Spreewaldheide település Németországban, azon belül Brandenburgban. Lakosainak száma 439 fő (2023. december 31.). Spreewaldheide Schwielochsee, Byhleguhre-Byhlen és Märkische Heide községekkel határos.

## Népesség
A település népességének változása:
| Lakosok száma | 480  | 469  | 451  | 453  | 439  |
|               | 2017 | 2019 | 2021 | 2022 | 2023 |